# 杉浦まゆ
杉浦 まゆ（すぎうら まゆ ）は、日本のプロ雀士。奈良県出身。日本プロ麻雀連盟所属、35期生、二段。

## 獲得タイトル
- 麻雀最強戦2022「女流プロ最強新世代」優勝[2]。
- 夕刊フジ杯争奪麻雀女王決定戦 2023チーム戦優勝 麻雀ニュージェネchチーム（襟川麻衣子プロ、廣岡璃奈プロ）[3]。

## 人物
- 漫画「咲-Saki-」で麻雀を覚えた。
- 2018年に開催された第１回日本プロ麻雀連盟プロテスト特待生オーディションを経てプロになった。
- 好きな麻雀の役は三色同順。
- 2022年4月稼働の麻雀格闘倶楽部Extreameに新規参戦プロとして登場した。
- 2022年5月からアプリ麻雀格闘倶楽部Spに新規参戦プロとして登場した。
- 以前は髪色を変えるのが好きで頻繁に髪色を変えていたが、自身で髪のダメージが気になり、今は一年に一度自身の誕生日月である２月だけにしている。
- 趣味はパチスロとカフェめぐり

## 出演
「パチスロ常勝理論」（ＭＯＮＤＯ２１）